# Neokantianisme

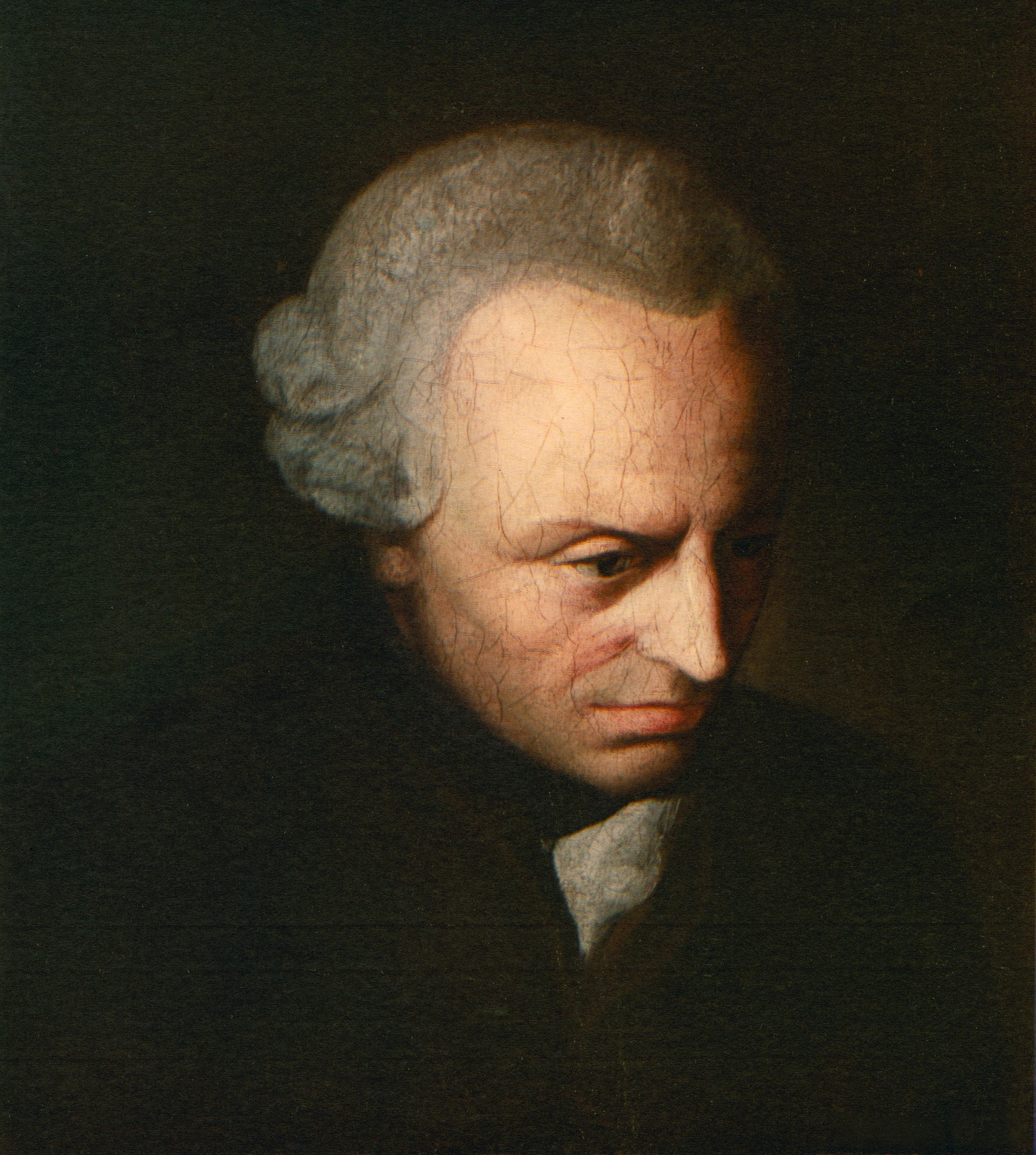
Immanuel Kant.

Neokantianisme is een filosofische stroming over een langere periode die teruggrijpt op het epistemologische werk van de Duitse filosoof Immanuel Kant, met name de Kritik der reinen Vernunft. Het is een reactie op filosofische stromingen en denkbeelden uit de 19e eeuw (zoals het Duits idealisme). Hoewel het neokantianisme in de tweede helft van de 19e eeuw dominant was aan de Duitse universiteiten, speelt het in de geschiedenis van de filosofie maar een minieme rol, en is de invloed ervan op de hedendaagse filosofie niet erg groot.

## Kenmerken
De belangrijkste kenmerken van de neokantiaanse denkwijze waren de volgende:
1. Kants denken werd niet als eindpunt beschouwd en werd daarom op verschillende manieren in verschillende richtingen uitgebouwd.
2. Kritiek op Kants filosofie, met name de notie van het Ding an sich.
3. Geen of nauwelijks belangstelling voor Kants ethiek en esthetica.

## Geschiedenis
Het neokantianisme kan beschouwd worden als een reactie op de speculatieve filosofie die de eerste helft van de 19e eeuw kenmerkte. Deze speculatieve tendens was in de eerste plaats vertegenwoordigd door het Duits idealisme met onder anderen Fichte, Schelling en Hegel als vertegenwoordigers. Ook op bepaalde tegenbewegingen van dit speculatief denken, zoals het positivisme van  Auguste Comte, is het neokantianisme een respons.

### Immanuel Kant
Het werk van  Immanuel Kant kan beschouwd worden als een oplossing voor de klassieke tegenstelling tussen het rationalisme en empirisme in de filosofie. Kort gezegd komt deze tegenstelling erop neer dat respectievelijk sommige filosofen stellen dat kennis moet gebaseerd zijn op het denken, terwijl anderen stellen dat kennis voornamelijk uit de concrete ervaring voort moet komen. Kant 'verzoent' beide posities door te stellen dat beide kampen gedeeltelijk gelijk hadden. Kennis kan inderdaad niet tot stand komen zonder gebaseerd te zijn op ervaring. Anderzijds kan ervaring ook niet bestaan zonder het denken. Het is de zuivere rede die instaat voor bepaalde basiscategorieën (zoals substantie of oorzakelijkheid) waardoor de mens pas in staat is tot het hebben van een gestructureerde ervaring. Algemene principes van het denken zijn dus de mogelijkheidsvoorwaarden voor gestructureerde ervaring, die op haar beurt weer (samen met deze categorieën) instaat voor concrete kennisoordelen (over objecten in de wereld).

### Reacties op Kant
Het Duits idealisme trok de rationalistische kant van dit verhaal echter weer door: met denken kan men wel tot diepe kennis komen, namelijk door het doordenken van deze basiscategorieën. Volgens iemand als Hegel bijvoorbeeld, zijn deze basiscategorieën ook de principes die de werkelijkheid beheersen: de werkelijkheid is redelijk. Daarnaast brengt het idealisme ook de historische dimensie binnen in het kantiaans project: deze basiscategorieën zijn niet statisch, maar kunnen variëren per historische periode. Op basis van deze uitgangspunten stelt Hegel dat men louter op basis van het denken de redelijkheid van de geschiedenis kan kennen, door onderzoek te doen naar het historisch verloop van deze basiscategorieën.
Een specifieke reactie op dit idealisme (en gedeeltelijk ook op Kant) was het materialisme, naturalisme en positivisme. Deze stromingen, vertegenwoordigd door denkers als Karl Marx, Arthur Schopenhauer en Auguste Comte, legden weer de nadruk op de ervaringszijde. Kennis kwam niet tot stand door het doordenken van algemene principes, maar net door uit te gaan van de concrete ervaring. Volgens het positivisme bijvoorbeeld toonde de wetenschappelijke methode aan dat alle kennis gebaseerd was op de ervaring. Speculatieve metafysica moest verworpen worden als foutief, onwetenschappelijk en onmogelijk. De speculatieve filosofie kwam nooit tot consensus, doordat ze slechts vanuit het denken vertrok.

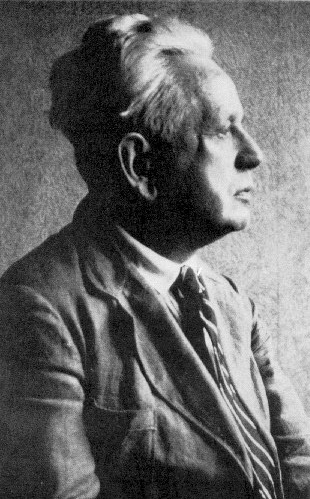
Ernst Cassirer.

### Terugkeer naar Kant
Omdat sommigen deze nieuwe strijd tussen speculatieve filosofie en positivisme zagen als een terugkeer naar de strijd tussen rationalisme en empirisme, riepen ze op tot een terugkeer naar de kritische filosofie van Kant. Drie Duitse natuuronderzoekers waren hier van cruciaal belang: Hermann von Helmholtz, Friedrich Albert Lange en Otto Liebmann. De neokantiaanse school is in hoofdzaak te verdelen in twee hoofdstromingen: De Marburgse School (Ernst Cassirer, Hermann Cohen en Paul Natorp) en De Zuidwest-Duitse school (Wilhelm Windelband en Heinrich Rickert). 
Hoewel deze neokantianen claimden een terugkeer te zijn naar het werk van Kant, zijn er ook duidelijke verschillen te vinden. Allereerst ging het om een selectieve terugkeer naar zijn werk. In de eerste plaats was het vooral Kants Kritik der reinen Vernunft (1781) die werd besproken. Zijn Kritik der praktischen Vernunft (1788) en Kritik der Urteilskraft (1790) kreeg veel minder aandacht. De reden waarom voornamelijk het eerste luik centraal stond, was dat de neokantianen gehoor gaven aan de boodschap van het positivisme. Ze wilden in de eerste plaats een kennistheorie en wetenschapsfilosofie ontwikkelen die recht deed aan de filosofisch erfenis, maar ook aan het feitelijk succes van de wetenschappen. Om die reden werd ook de metafysische en ontologische zijde van Kants werk verworpen. Een van die belangrijke 'metafysische' begrippen was het Ding an sich.
In de Franse filosofie werd de filosofie van Kant op een onafhankelijk manier opgenomen en ontstond zo dus een onafhankelijke vorm van neokantianisme bij auteurs zoals Victor Cousin en Félix Ravaisson. In tegenstelling tot het Duits neokantianisme, is de Franse variant sterker gelinkt met thema's zoals intuïtie, vrijheid en metafysica in het algemeen. Daarom wordt ook wel gesproken van Frans spiritualisme. Het werk van Cousin en Ravaisson beïnvloedde op hun beurt een nieuwe generatie neokantianen zoals Jules Lachelier en Jules Lagneau, die op hun beurt leerlingen hadden zoals Émile Boutroux en Léon Brunschvicg. Het is pas bij leerlingen van deze laatste generatie, zoals Gaston Bachelard en Jean Cavaillès, dat sterker afstand werd genomen van het neokantianisme.
De invloed van het neokantianisme in de hedendaagse filosofie is slechts heel beperkt ondanks het overwicht van Duitstalige filosofen gedurende de tweede helft van de 19e eeuw. Een van de weinige neokantianen die tegenwoordig nog gelezen wordt is Ernst Cassirer. Er is wel een zekere invloed geweest van het neokantianisme op de fenomenologie, via het werk van Edmund Husserl en de vroege Martin Heidegger.

## Naoorlogs neokantianisme
Op het hoogtepunt van de Koude Oorlog, vooral sinds het einde van de jaren '70, ontstond er in West-Europa en Noord Amerika een kleine renaissance van (een gemoderniseerde vorm van) het neokantianisme. Men zocht naar filosofisch gereedschap waarmee men burgerlijke democratie en individuele ethiek in stelling kon brengen tegen het fundament van socialisme, revolutie en materialisme: de dialectiek. Deze rol had het vroege neokantianisme immers al eens vervuld - in de negentiende eeuw. Sinds de twintigste eeuw, en vooral na de Tweede Wereldoorlog, deed zich het probleem voor dat de kritische stromingen voor het eerst arriveerden in het academische. 
Dit strijdtoneel vond vooral plaats in Frankrijk. 
Een schrijver die hier genoemd kan worden, was Jean-François Lyotard, die o.a. over Kants esthetiek gepubliceerd heeft. Ook Michel Foucault en de conservatief Raymond Aron waren reeds gefascineerd door neokantianisme en de relativering van de  Verlichting.